# Біля Крстіч
Біля Крстіч (серб. Biljana Krstić, 9 листопада 1956, Ниш, СФРЮ) — сербська співачка та авторка пісень.

## Дискографія
- Превари вечерас своје друштво са мном

(1983)
- Из унутрашњег џепа (1985)
- Лоптом до звезда (1990)
- Биља (1994)